# Film olandesi proposti per l'Oscar al miglior film straniero
A partire dal 1960, alcuni film olandesi sono stati candidati al Premio Oscar nella categoria miglior film straniero.
I Paesi Bassi hanno vinto in totale 3 statuette e hanno ricevuto altre 4 nomination.
Due volte i film proposti sono stati squalificati: nel 1989 Il mistero della donna scomparsa perché il film, contrariamente a quanto indicato in sede di candidatura, era girato principalmente in francese; nel 2006 BlueBird perché il film era stato realizzato per la televisione: per l'Academy non fu sufficiente il rimontaggio realizzato appositamente per le sale cinematografiche per riammettere il film.
| Anno | Film                                                             | Lingua                        | Regia                       | Risultato     |
| ---- | ---------------------------------------------------------------- | ----------------------------- | --------------------------- | ------------- |
| 1960 | Il villaggio sul fiume (Dorp aan de rivier)                      | Olandese                      | Fons Rademakers             | Candidato     |
| 1964 | Als twee druppels water                                          | Olandese                      | Fons Rademakers             | Non candidato |
| 1965 | Alleman                                                          | Olandese                      | Bert Haanstra               | Non candidato |
| 1970 | Monsieur Hawarden                                                | Olandese                      | Harry Kümel                 | Non candidato |
| 1972 | Mira                                                             | Olandese                      | Fons Rademakers             | Non candidato |
| 1974 | Fiore di carne (Turks Fruit)                                     | Olandese                      | Paul Verhoeven              | Candidato     |
| 1975 | Help, de dokter verzuipt!                                        | Olandese                      | Nikolai van der Heyde       | Non candidato |
| 1976 | Il dottor Pulder coltiva papaveri (Dokter Pulder zaait papavers) | Olandese                      | Bert Haanstra               | Non candidato |
| 1977 | Max Havelaar                                                     | Olandese, Indonesiano         | Fons Rademakers             | Non candidato |
| 1978 | Soldato d'Orange (Soldaat van Oranje)                            | Olandese, Tedesco, Inglese    | Paul Verhoeven              | Non candidato |
| 1979 | Pastorale 1943                                                   | Olandese, Tedesco             | Wim Verstappen              | Non candidato |
| 1980 | Una donna come Eva (Een Vrouw als Eva)                           | Olandese                      | Nouchka van Brakel          | Non candidato |
| 1981 | Ricovero (Opname)                                                | Olandese                      | Marja Kok e Erik van Zuylen | Non candidato |
| 1982 | Torna! (Come-Back)                                               | Olandese                      | Jonne Severijn              | Non candidato |
| 1983 | Van de koele meren des doods                                     | Olandese                      | Nouchka van Brakel          | Non candidato |
| 1984 | Il quarto uomo (De vierde man)                                   | Olandese                      | Paul Verhoeven              | Non candidato |
| 1985 | Schatjes!                                                        | Olandese                      | Ruud van Hemert             | Non candidato |
| 1986 | De Dream                                                         | Frisone occidentale           | Pieter Verhoeff             | Non candidato |
| 1987 | Assault (De aanslag)                                             | Olandese, Tedesco, Inglese    | Fons Rademakers             | Vincitore     |
| 1988 | Van geluk gesproken                                              | Olandese                      | Pieter Verhoeff             | Non candidato |
| 1989 | Il mistero della donna scomparsa (Spoorloos)                     | Olandese, Francese            | George Sluizer              | Squalificato  |
| 1990 | Leedvermaak                                                      | Olandese                      | Frans Weisz                 | Non candidato |
| 1991 | De Avonden                                                       | Olandese                      | Rudolf van den Berg         | Non candidato |
| 1992 | Eline Vere                                                       | Olandese, Francese, Inglese   | Eline Vere                  | Non candidato |
| 1993 | De Noorderlingen                                                 | Olandese                      | Alex van Warmerdam          | Non candidato |
| 1994 | De Kleine Blonde Dood                                            | Olandese                      | Jean van de Velde           | Non candidato |
| 1995 | 06                                                               | Olandese                      | Theo van Gogh               | Non candidato |
| 1996 | L'albero di Antonia (Antonia)                                    | Olandese                      | Marleen Gorris              | Vincitore     |
| 1997 | Lang leve de koningin                                            | Olandese                      | Esmé Lammers                | Non candidato |
| 1998 | Character - Bastardo eccellente (Character)                      | Olandese                      | Mike van Diem               | Vincitore     |
| 1999 | La sposa polacca (De Poolse bruid)                               | Olandese, Polacco             | Karim Traidia               | Non candidato |
| 2000 | Madelief: Krassen in het tafelblad                               | Olandese                      | Ineke Houtman               | Non candidato |
| 2001 | Kruimeltje                                                       | Olandese                      | Maria Peters                | Non candidato |
| 2002 | Nynke                                                            | Olandese, Frisone occidentale | Pieter Verhoeff             | Non candidato |
| 2003 | Zus & Zo                                                         | Olandese                      | Paula van der Oest          | Candidato     |
| 2004 | Twin Sisters (De Tweeling)                                       | Olandese, Tedesco             | Ben Sombogaart              | Candidato     |
| 2005 | Simon                                                            | Olandese                      | Eddy Terstall               | Non candidato |
| 2006 | BlueBird                                                         | Olandese                      | Mijke de Jong               | Squalificato  |
| 2007 | Black Book (Zwartboek)                                           | Olandese, Tedesco, Inglese    | Paul Verhoeven              | Short-list    |
| 2008 | Duska                                                            | Olandese, Russo               | Jos Stelling                | Non candidato |
| 2009 | Dunya & Desie                                                    | Olandese, Arabo               | Dana Nechushtan             | Non candidato |
| 2010 | Oorlogswinter                                                    | Olandese, Tedesco, Inglese    | Martin Koolhoven            | Short-list    |
| 2011 | Tirza                                                            | Olandese                      | Rudolf van den Berg         | Non candidato |
| 2012 | Sonny Boy                                                        | Olandese                      | Maria Peters                | Non candidato |
| 2013 | Kauwboy                                                          | Olandese                      | Boudewijn Koole             | Non candidato |
| 2014 | Borgman                                                          | Olandese                      | Alex van Warmerdam          | Non candidato |
| 2015 | Lucia de B.                                                      | Olandese                      | Paula van der Oest          | Short-list    |
| 2016 | The Paradise Suite                                               | Olandese                      | Joost van Ginkel            | Non candidato |
| 2017 | Tonio                                                            | Olandese                      | Paula van der Oest          | Non candidato |
| 2018 | Layla M.                                                         | Olandese                      | Mijke de Jong               | Non candidato |
| 2019 | Il banchiere della resistenza (Bankier van het Verzet)           | Olandese                      | Joram Lürsen                | Non candidato |
| 2020 | Instinct                                                         | Olandese                      | Halina Reijn                | Non candidato |
| 2021 | Buladó                                                           | Papiamento                    | Éche Janga                  | Non candidato |
| 2022 | Do Not Hesitate                                                  | Olandese, Inglese, Arabo      | Shariff Korver              | Non candidato |
| 2023 | Narcosis                                                         | Olandese                      | Martijn de Jong             | Non candidato |
| 2024 | Sweet Dreams                                                     | Olandese                      | Ena Sendijarević            | Non candidato |

| Non candidato | Il film è stato proposto dai Paesi Bassi, ma non è stato candidato dall'Academy of Motion Picture Arts and Sciences. |
| Short-list    | Il film è entrato nella "short-list" stilata a gennaio dei nove candidati per l'Oscar al miglior film straniero.     |
| Candidato     | Il film è entrato a far parte dei cinque candidati per l'Oscar al miglior film straniero.                            |
| Vincitore     | Il film ha vinto l'Oscar al miglior film straniero.                                                                  |